# Огури
Историјски гледано,Огури или Угри су били преци Мађара из данашње средње Европе, и народа Ханти и Манси у Ханти-Мансијском аутономном округу Русије. Назив се понекад користи иу модерном контексту као покриће за ова два народа, који су се раније звали „Угро−Финци“.

## Савремени језици
Иако су Ханти и Манси етнографски блиско повезани, њихови језици нису нарочито блиски. Уобичајено се сматра да су њихови језици међусобно повезани (као обско-угарски језици), а такође и са језиком |Мађара из Мађарске (заједно чине породицу угарских језика). Иако су сва три ова језика очигледно чланови веће породице уралских језика, рад на лингвистичкој реконструкцији који је потребан да би се доказало да су ближи један другом него другим уралским језицима никада није адекватно обављен, а последњих деценија се појавила агностичка позиција. преузели су многи лингвисти. (Погледајте Уралски језици#Подела.)

## Повезано
- Југра
- Оногури